# Gaius Laberius Priscus
Gaius Laberius Priscus war ein im 2. Jahrhundert n. Chr. lebender römischer Politiker. Er dürfte mit Gaius Etrilius Regillus Laberius Priscus identisch sein.
Durch zwei Militärdiplome, die auf den 1. August 142 datiert sind, ist belegt, dass Priscus 142 zusammen mit Marcus Cornelius Fronto Suffektkonsul war.